# Hermann EsRichter
Hermann EsRichter (* 21. April 1939 in Oberhausen) ist ein deutscher bildender Künstler.

## Leben
An der Essener Folkwangschule belegte Richter von 1959 bis 1960 Abendkurse und besuchte von 1960 bis 1961 die Freie Kunstschule Stuttgart und von 1961 bis 1965 die Staatliche Akademie der Bildenden Künste Stuttgart bei Hannes Neuner und Rudolf Hoflehner. Er studierte erneut von 1966 bis 1968 Philosophie und Geographie an der Universität Köln. Bei Erwin Heerich absolvierte er von 1968 bis 1969 ein Werkseminar am Seminar für werktätige Erziehung in Düsseldorf. Als freischaffender Künstler hatte er von 1965 bis 1970 sein Atelier in Mülheim an der Ruhr, danach in Oberhausen. Von 1967 bis 2004 unterrichtete er Kunst am Heinrich-Heine Gymnasium in Oberhausen. Er ist Mitglied der Arbeitsgemeinschaft Mülheimer Künstlerinnen und Künstler, im Deutschen Künstlerbund und im Westdeutschen Künstlerbund. Richter lebt in Oberhausen.

## Werk
Richter arbeitet mit unterschiedlichen Materialien und Methoden zur Gestaltung seiner meist mehrteiligen und oft starkfarbigen Arbeiten. Bei seinen Zeichnungen, Collagen, Montagen und anlagenähnlichen Plastiken verwendet er Fundstücke und Objekte aus dem Bereich der Elektro- und der Installationstechnik. „Trotz ihrer Nähe zur konkreten Kunst wirken die Arbeiten durch die der Umwelt entstammenden Gestaltungselemente assoziativ.“ Zu seinem Werk gehören auch großformatige Installationen und Skulpturen im öffentlichen Raum, die die Geschichte und Entwicklung der Region aufgreifen.
- Im Rahmen des von 1989 bis 1999 auf zehn Jahre angelegten Zukunftsprogramms Internationale Bauausstellung Emscher Park (IBA) des Landes Nordrhein-Westfalen gewann Richter zusammen mit Klaus Noculak 1992 für Nachtzeichen und Schienenplateau den 1. Preis im Wettbewerb der Gestaltung der Gelsenkirchener Halde Rungenberg.[2] Das Haldentop ist aus dunklem Bergematerial auf dem begrünten Sockel aufgeschichtet und durch eine Schneise geteilt, die eine Verbindung zur benachbarten Bergarbeitersiedlung Schüngelberg bildet. Dadurch erhält der Haldengipfel die Gestalt einer Zwillingspyramide. Material und Form der Schüttung sollen an die historischen Spitzkegelhalden und die Künstlichkeit der Halden, ihre Herkunft und Entstehung erinnern. Die 1999 errichtete Lichtinstallation Nachtzeichen besteht aus zwei riesigen rostigen Spiegelscheinwerfern auf den beiden Kuppen der Halde, die so aufgestellt sind, dass sich ihre Strahlen im Nachthimmel überschneiden und die Böschungswinkel der Haldenschrägen durch das Licht zu einer ganzen Pyramide verlängert werden.[8][9][10] Das Schienenplateau wurde 1997 am Westhang der Halde als Bodenrelief in einer Senke in der Achsverlängerung der beiden Scheinwerferstandorte der Nachtzeichen angelegt. Mit 5.500 Meter Schienen von Zechenbahnen wurde eine elliptische Fläche von 33 mal 41 Metern dicht an dicht und zum Teil übereinander verlegt. Von der Natur überwuchert und darin integriert, verweist es auf das ehemalige wichtige Transportsystem der einstigen Montanindustrie.[10][11]

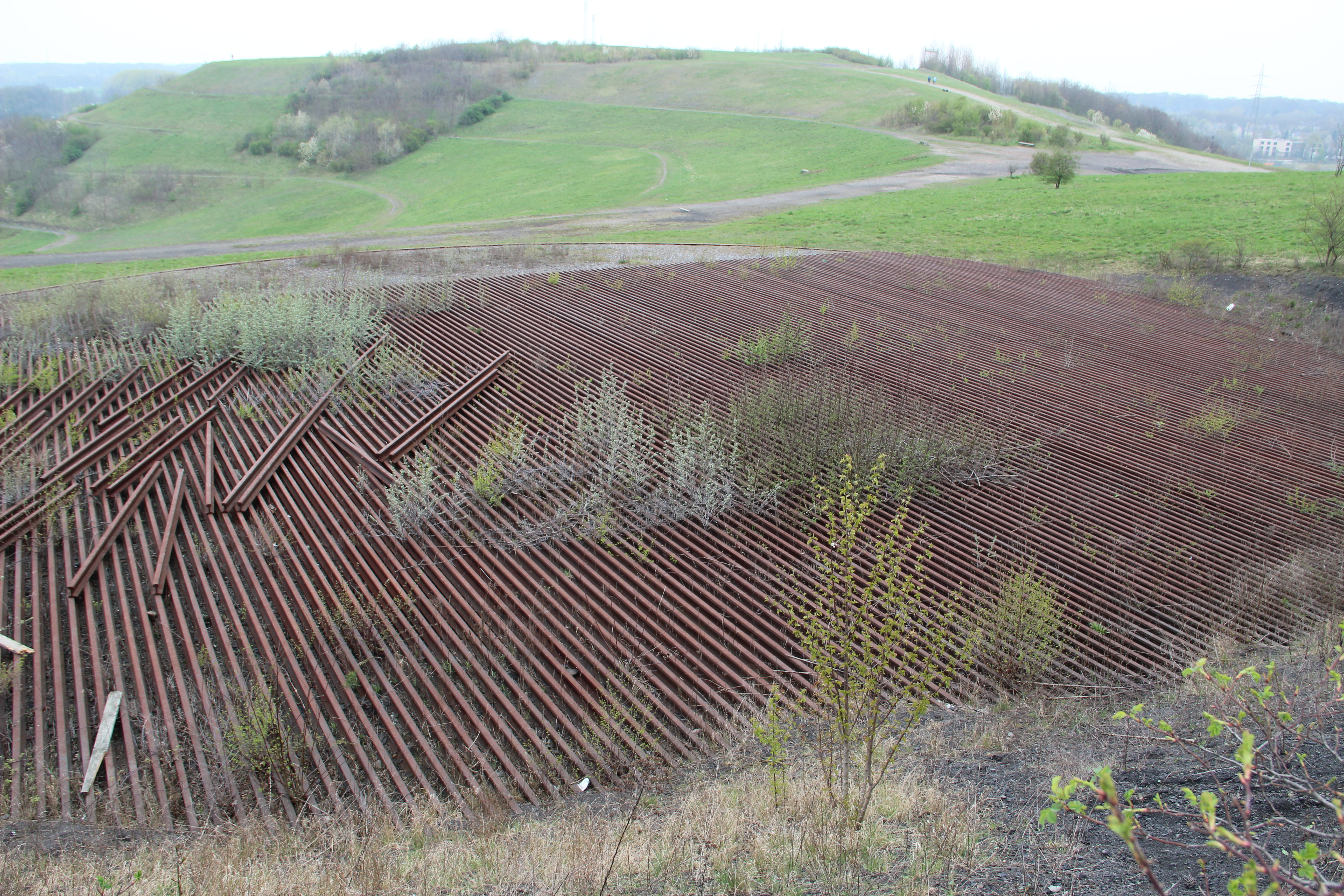
Schienenplateau
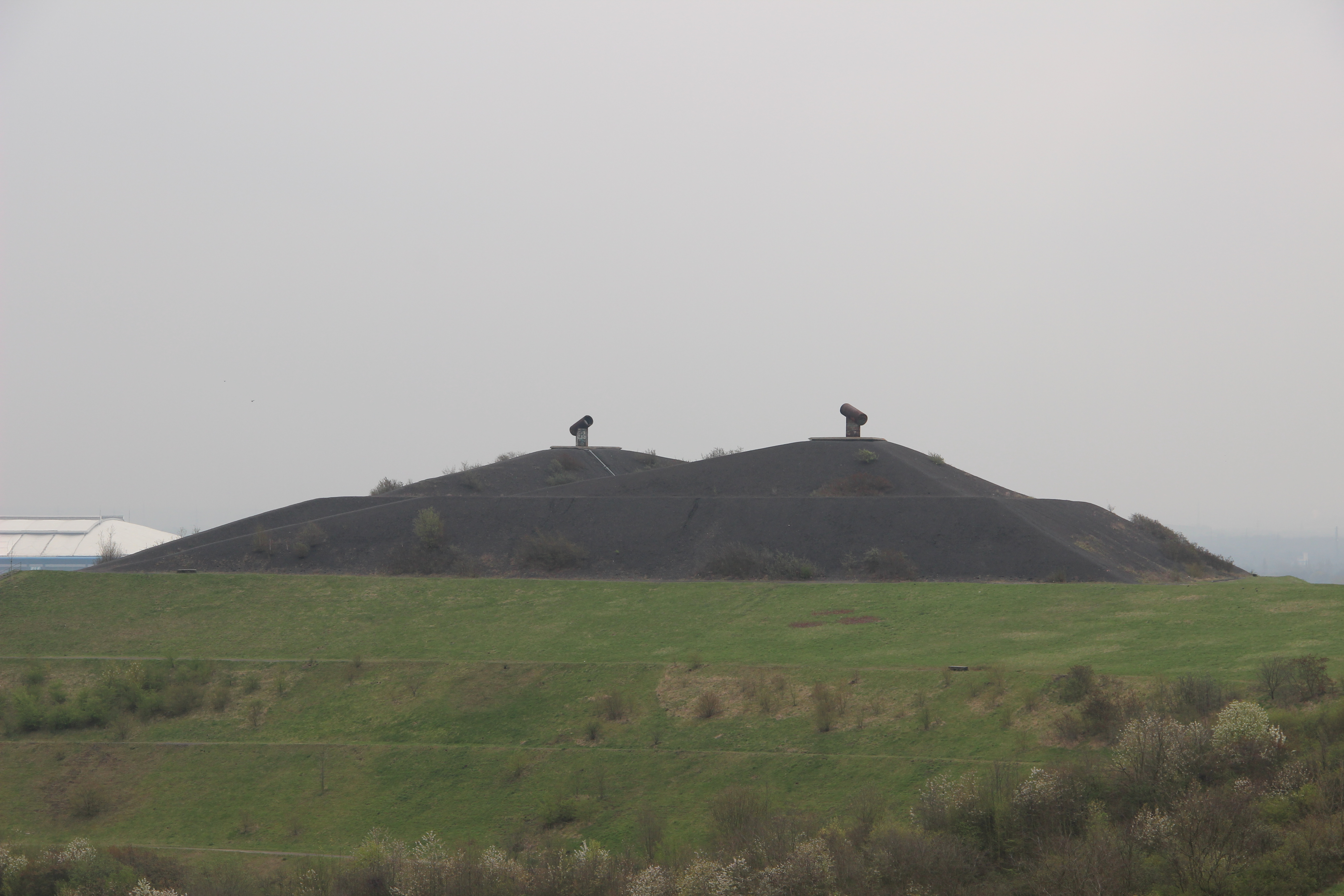
Nachtzeichen
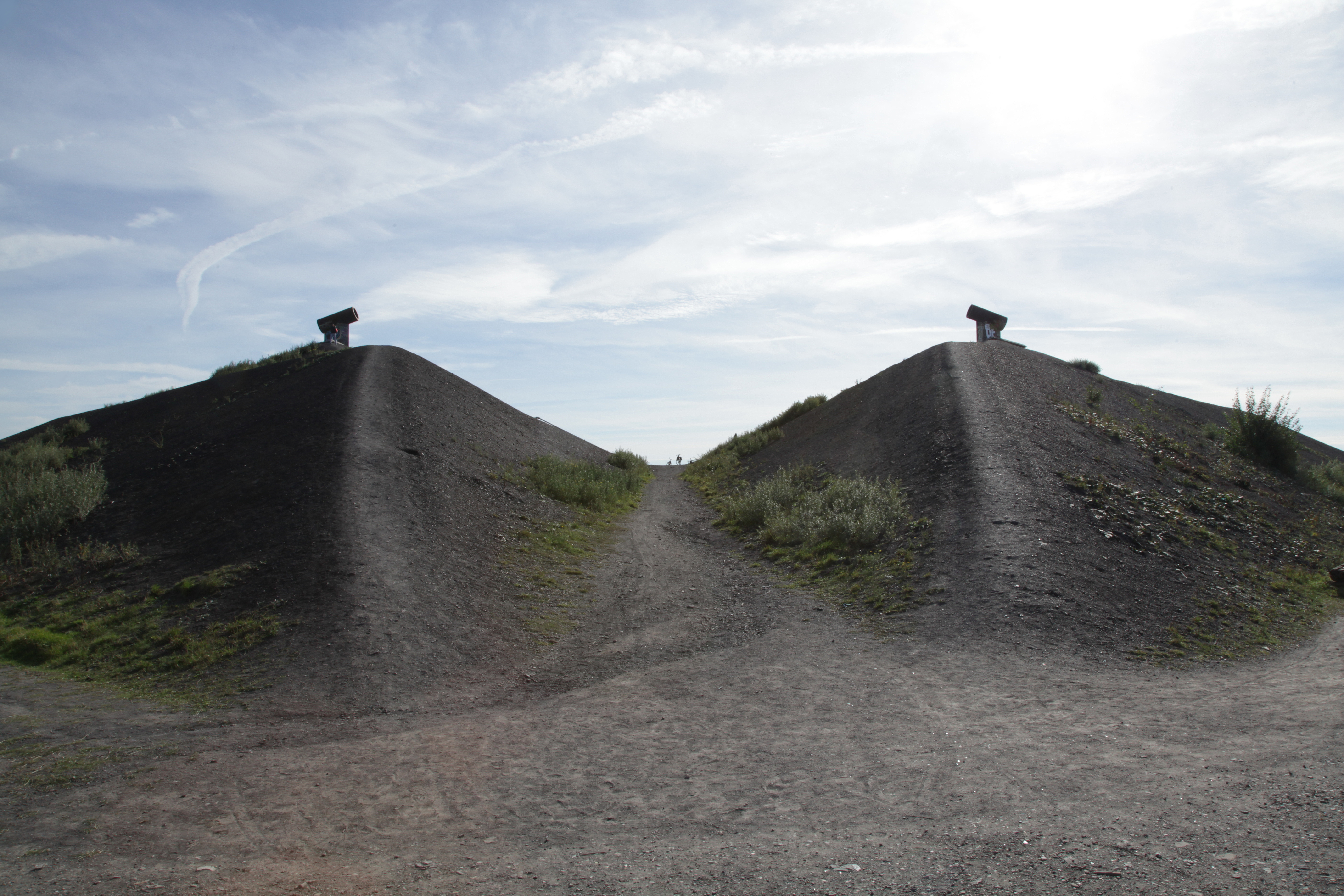
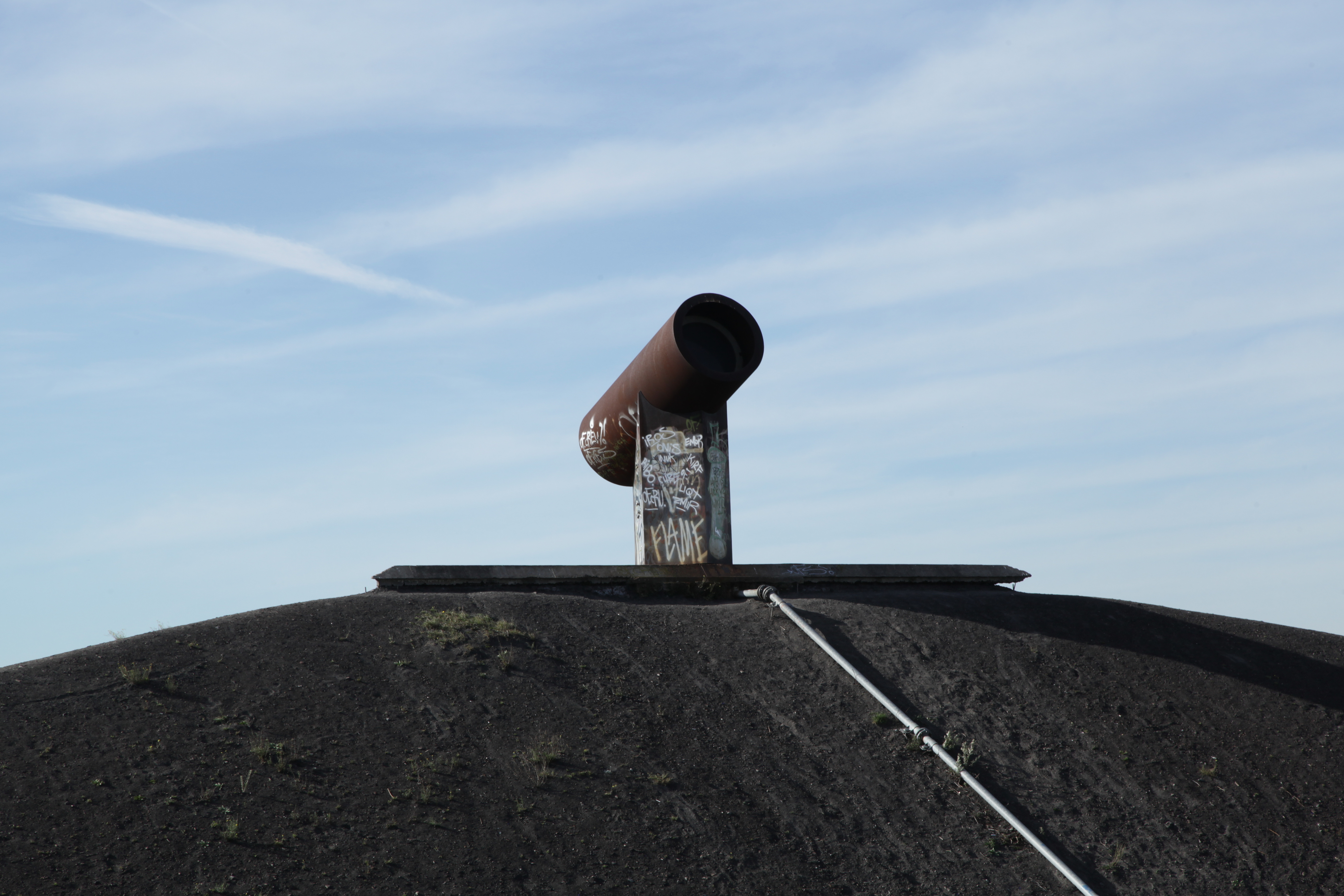

- Für das Projekt „Landschaftsbauhütte Neues Emschertal“ gestaltete Richter bei Haus Ripshorst in Oberhausen auf der Emscherinsel, einem schmalen Streifen zwischen Rhein-Herne-Kanal und Emscher, die Emschersäule.[12] Die dreiteilige Arbeit ist von Ost nach West konzipiert. Der östliche Teil liegt in einer Senke, die vom Emscherdeich eingefasst wird und besteht aus einem Halbkugelskelett aus rohem, rostendem Stahl als Hinweis auf die Stahlindustrie. Daran schließen drei blau lackierte Rohrbögen an als Sinnbild für die technische Realisation der Emscher-Renaturierung. Auf der Deichkrone steht die „Emschersäule“, die aus Betonringen von Kanalisationsrohren aufgebaut und mit blauen, glasierten Kacheln verkleidet ist. „Die Formensprache erinnert an technische Elemente der Umgebung“.[12][13]

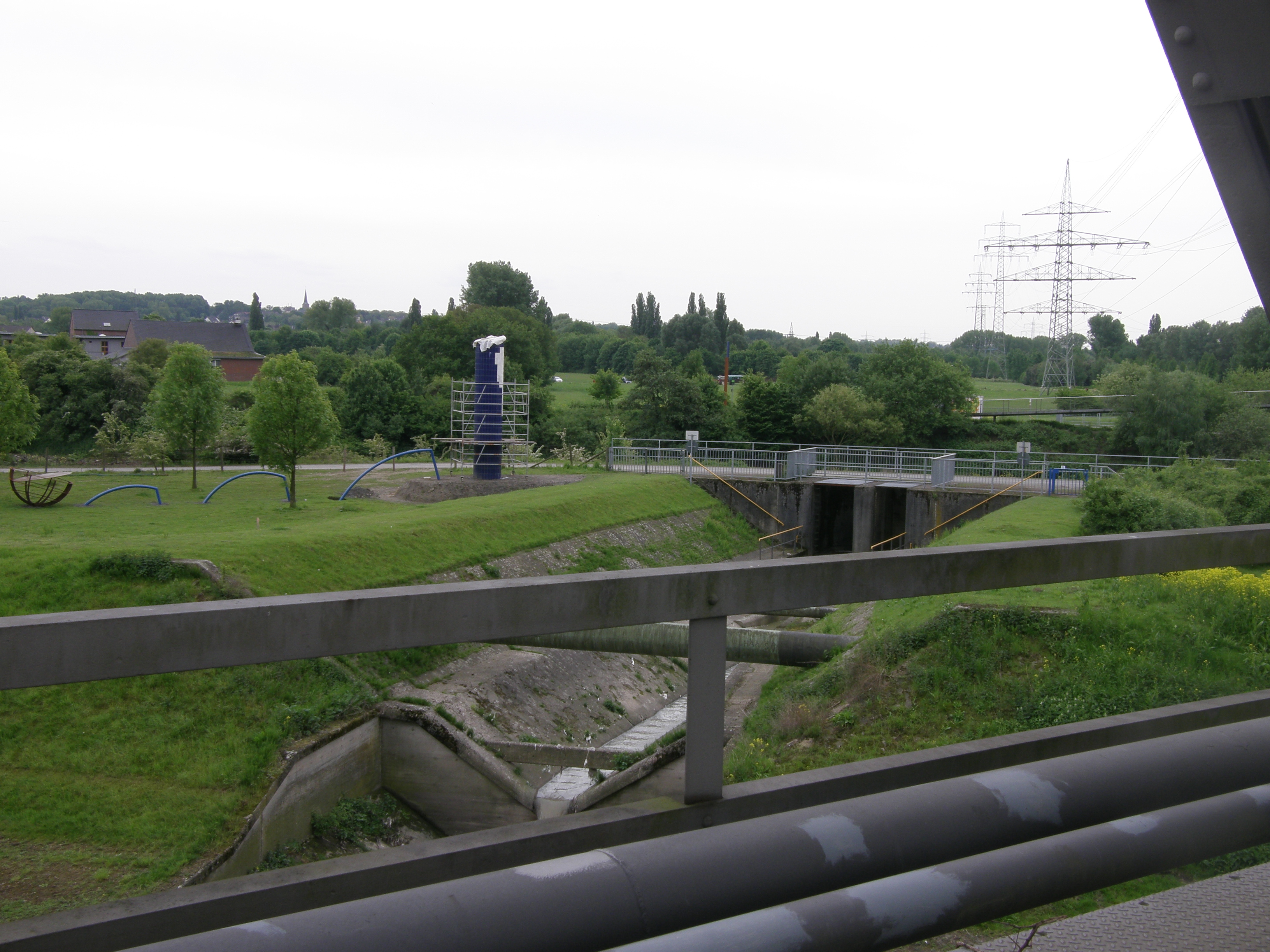
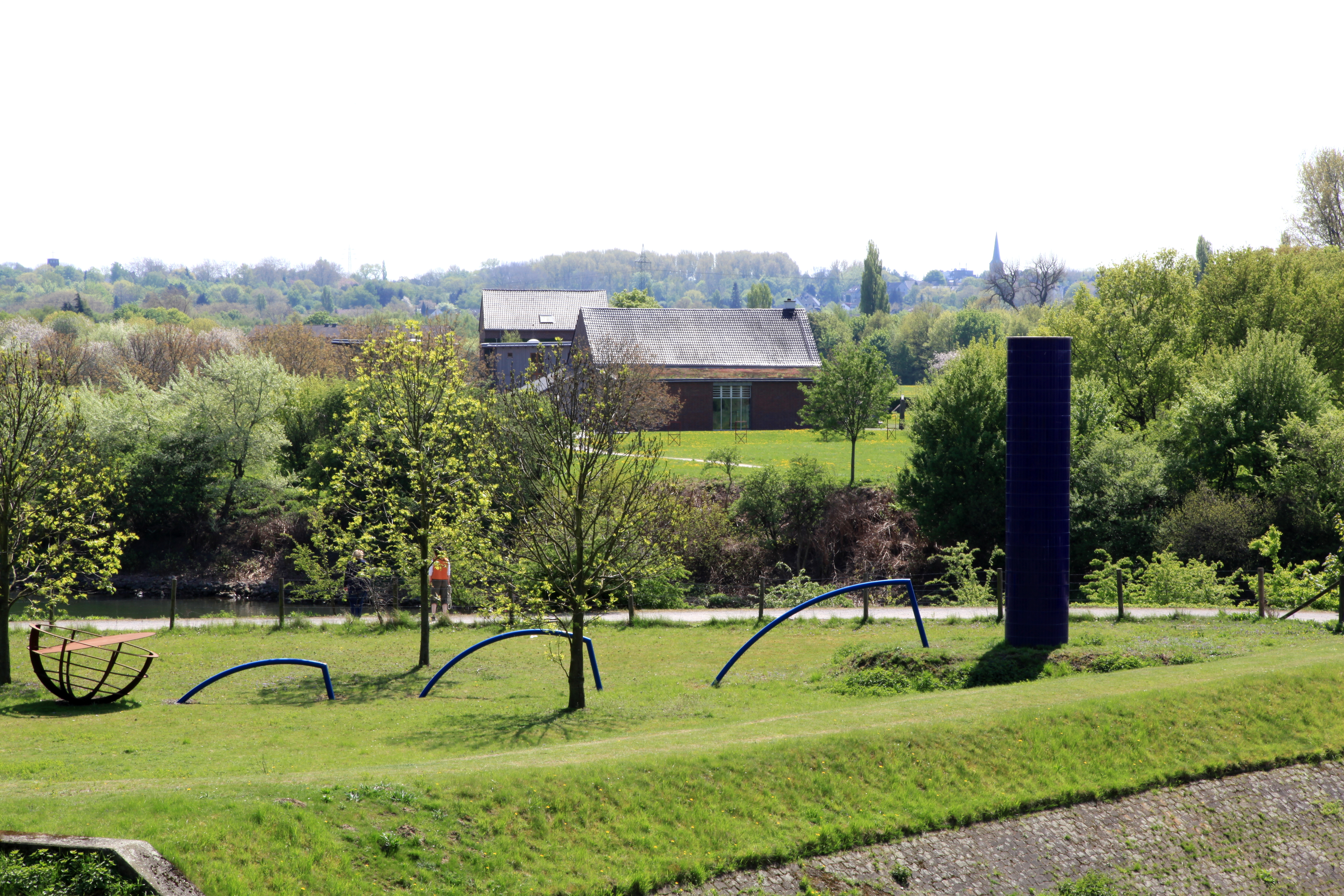
Emschersäule
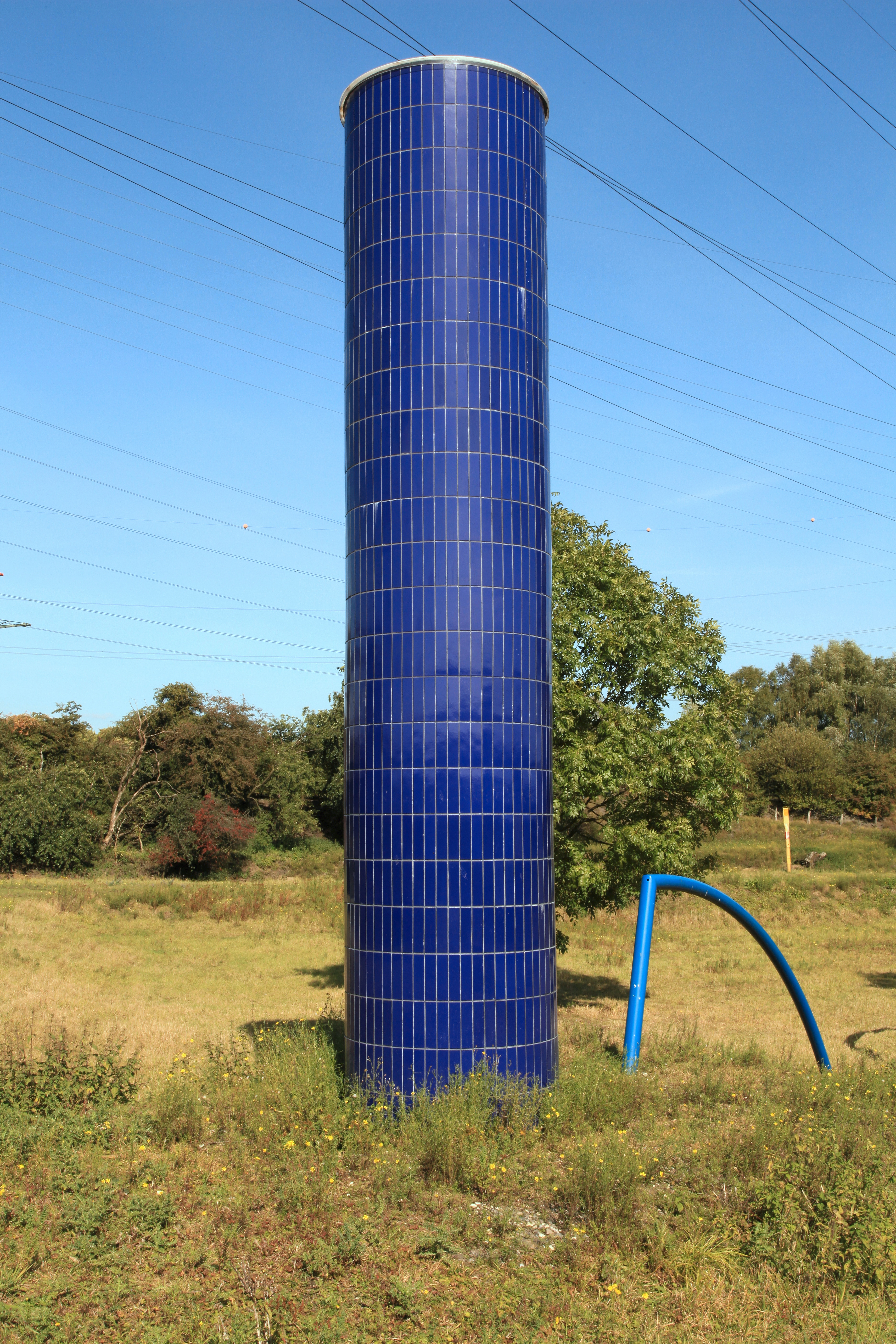
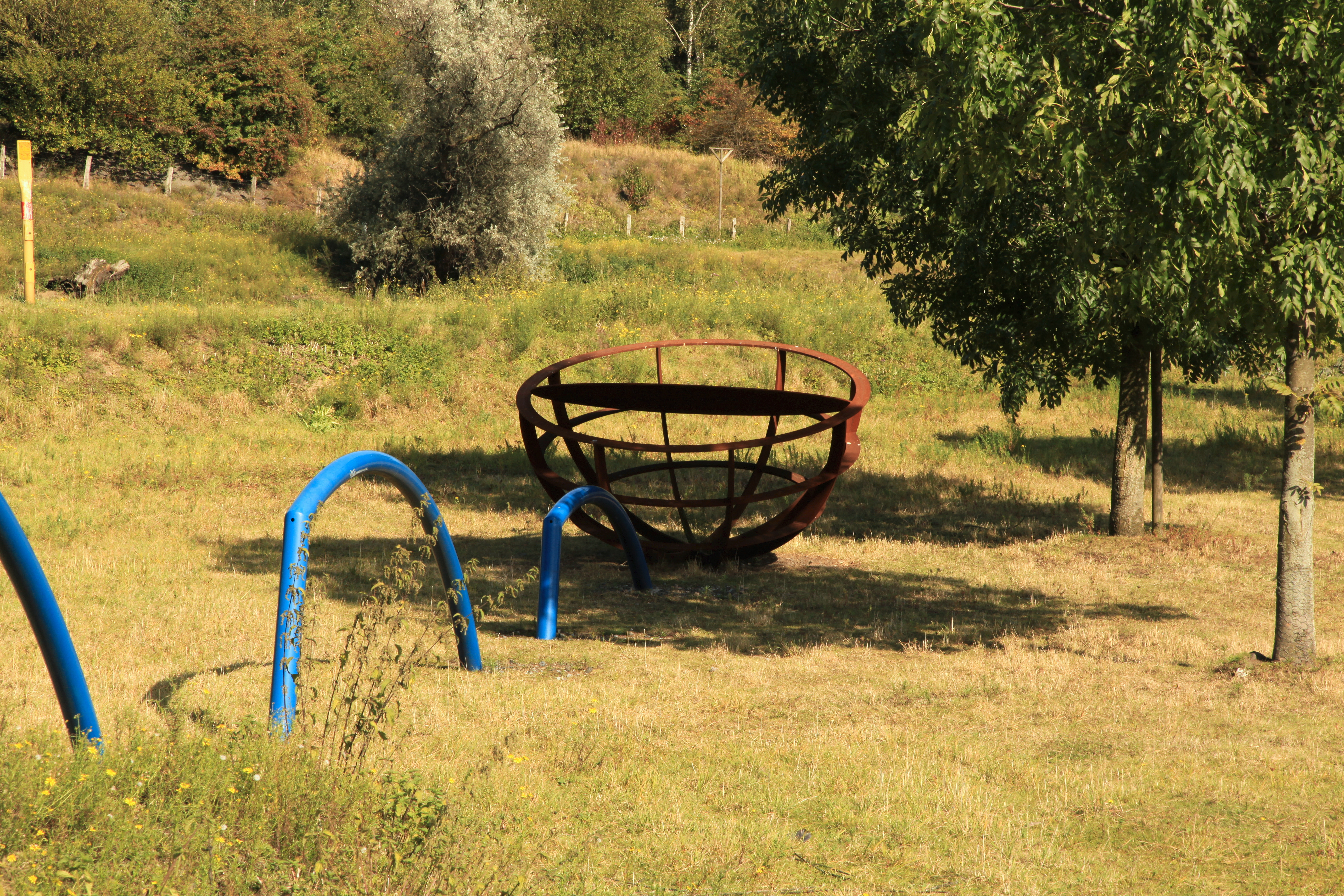

- Für die springenden Fische ist eine 1992 realisierte Bronzeplatten-Installation aus Bronzeblech und Beton am Leitwehr in der Ruhr in Mülheim an der Ruhr. An den Betonwänden des in den Fluss hineinragenden Leitwehrs brachte Richter Beschläge aus dünnen Bronzeblechen mit Kreis- und Ellipsenförmigen Konturen an. Die abgerundete Spitze des Wehrs überdeckte er mit einer Blechplatte, „die an einem Ende wie eine Fischflosse plastisch nach oben aufragt. Die stark abstrahierten organischen Formen lassen sowohl an springende Fische als auch an die ringförmigen Spuren denken, die beim Durchbrechen der Wasseroberfläche entstehen“.[14]

## Ausstellungen (Auswahl)
- 2024: ART.UPGRADE 2024. Ludwiggalerie Schloss Oberhausen, Gemeinschaftsausstellung[15]
- 2022: Blickfelder. Schloss Moyland, Bedburg-Hau, Gemeinschaftsausstellung
- 2017: LET'S BUY IT! Kunst und Einkauf. Ludwiggalerie Schloss Oberhausen, Gemeinschaftsausstellung
- 2015: Komplementäre Konvergenzen. Kunstmuseum Ahlen[16]
- 2015: 1+1 = zweierlei. Arbeiten von Hermann EsRichter und Peter Könitz, Flottmann-Hallen[7]
- 2014: Große Kunstausstellung NRW Düsseldorf 2014, Gemeinschaftsausstellung
- 2013/14: Ruhe-Störung. Streifzüge durch die Welten der Collage. Kunstmuseum Ahlen und Museum Marta Herford, Gemeinschaftsausstellung
- 2013: wir wieder hier. Kunstmuseum Bochum, Ausstellung des Westdeutschen Künstlerbundes
- 2013: Große Kunstausstellung NRW Düsseldorf 2013, Gemeinschaftsausstellung
- 2012: Große Kunstausstellung NRW Düsseldorf 2012, Gemeinschaftsausstellung
- 2009: Hermann EsRichter – Das Eine ist Eins und Vieles. Kunstmuseum Mülheim an der Ruhr, Einzelausstellung[17]
- 2001: 8. Triennale Kleinplastik, Fellbach
- 2001: Beziehungsweisen. Zusammen mit Peter Könitz, Georg Meissner, Helga Regenstein, DASA, Dortmund[18]
- 1993: Zur Geometrie des Samurai. Zeichnungs-Collagen, Städtische Galerie im Schlosspark Strünkede, Herne
- 1989: Bremer Kunstpreis 1989. Kunsthalle Bremen, Gemeinschaftsausstellung[19]
- 1989: Gruppe „Die Unruhigen“: Departure, Grüße von Daphne, Städtische Galerie im Museum Folkwang, Essen
- 1985: System geometrischer Sätze. Vogelflug und die Welle am Strand. Kunstmuseum Mülheim an der Ruhr und Städtische Galerie Lüdenscheid
- 1985: Gruppe „Sattelpunkte“. Gemeinschaftsausstellung mit Wolfgang Liesen, Peter Könitz, Wulf Nolte, Werner Vogt, Städtische Galerie im Schlosspark Strünkede, Herne
- 1974: Gruppe „AKKU“. Zusammen mit Dietrich Maus und Wulf Nolts, Kunstmuseum Mülheim an der Ruhr[2][20]